# Villalón de Campos
Villalón de Campos è un comune spagnolo di 2 046 abitanti situato nella comunità autonoma di Castiglia e León.